# Андроцей
Андроцей (лат. androeceum від дав.-гр. ἀνήρ, родовий відмінок ἀνδρός — «чоловік» и οἰκία — «помешкання», «дім») — це сукупність всіх тичинок у квітці. Кожна тичинка складається з тичинкової нитки і пиляка утвореного двома половинками, які з'єднанні між собою в'язальцем. У примітивних рослин тичинки розміщені на квітколожі спірально.

## Класифікація андроцею

### За наявністю тичинок з різною довжиною тичинкової нитки
- односильний
- двосильний

### За наявністю зростання тичинкових ниток
- однобратний
- двобратний

### За кількістю тичинок у різних квіток однієї особини
- визначений (з постійною кількістю)
- невизначений (квітки мають різну кількість тичинок)

### За характером вертикального розміщення тичинок
- циклічний
- спіральний.